# Садовый (Топчихинский район)
Садовый — посёлок в Топчихинском районе Алтайского края. Входит в состав Кировского сельсовета.

## География
Посёлок расположен в верховье лога Туркин, в 2,5 км к ю-го-востоку от центра сельского поселения посёлка Кировский.

## История
Посёлок возник в 1953 г. на месте бывшего 5 лагерного отделения Чистюньлага.

## Население
| 1997 | 1998 | 1999 | 2000 | 2001 | 2002 |
| ---- | ---- | ---- | ---- | ---- | ---- |
| 169  | ↘165 | ↘142 | ↗145 | ↘144 | ↘138 |
| 2003 | 2004 | 2005 | 2006 | 2007 | 2008 |
| ↗139 | ↗141 | →141 | ↗145 | ↘140 | ↘132 |
| 2009 | 2010 | 2011 | 2012 | 2013 |      |
| ↘127 | ↘116 | ↗117 | ↘111 | ↘108 |      |

Национальный состав
Согласно результатам переписи 2002 года, в национальной структуре населения русские составляли 91 %.